# Acrobat Reader
Adobe Acrobat Reader, Adobe Reader, Acrobat Reader – bezpłatny program firmy Adobe Inc., udostępniany na większość platform komputerowych oraz mobilnych, służący do czytania publikacji elektronicznych w formacie PDF (Portable Document Format) przygotowanych w pakiecie Adobe Acrobat lub za pomocą jednego ze sterowników PDF udostępnionych przez firmy trzecie.

## Charakterystyka
Wersja 6, zawierająca udoskonalony system wyszukiwawczy, łączy dwa produkty – klasyczny Acrobat Reader oraz Glassbook Reader, czyli czytnik książek elektronicznych w formacie PDF, zakupiony przez Adobe. Użytkownik może pobierać e-booki za pomocą wewnętrznych mechanizmów Readera i gromadzić je w bibliotece, a jeśli są to pozycje płatne, angażowany jest mechanizm mikropłatności oraz rejestrowania książki.
Wersja 7, wydana pod koniec 2004 nie jest już dostępna dla systemu operacyjnego Windows Me i wcześniejszych systemów Windows z linii 9x. Wersja umożliwia wprowadzanie komentarzy w plikach PDF odpowiednio przygotowanych w programie Adobe Acrobat.
Wersja DC nie jest już dostępna dla systemów operacyjnych Windows XP i Vista, wprowadza nowy interfejs użytkownika, integrację z usługą Document Cloud, narzędzia do pracy zespołowej, czyli możliwość komentowania dokumentów, dodawania notatek, podświetlanie tekstu oraz rysowanie linii, kształtów i wstawianie stempli w plikach PDF. Dzięki usłudze Mobile Link, która towarzyszy nowej chmurze, możliwe jest otwieranie niedawno używanych dokumentów na innych urządzeniach bez kopiowania i przesyłania ich pocztą – po prostu pojawią się na liście plików w aplikacji mobilnej lub Readerze DC na innym komputerze. Znacznie ułatwione zostało także dodawanie podpisów cyfrowych bądź inicjałów do wysyłanych dokumentów. Nowa odsłona programu, podobnie jak aplikacje mobilne, umożliwia również łatwe wypełnianie formularzy i skorzysta przy tym z podpowiedzi. Większość funkcji związanych z przekazywaniem plików wymaga połączenia z serwerami firmy Adobe i podania Adobe ID, ale dokumenty można przeglądać także bez logowania.

## Wersje oprogramowania[1]
- Adobe Reader 5.0 (System operacyjny: MS Windows 95/98/Me/NT/2000/XP)
- Adobe Reader 6.0 (System operacyjny: MS Windows 95/98/Me/NT/2000/XP)
- Adobe Reader 7.0 (System operacyjny: MS Windows 2000/XP/2003 oraz Linux)
- Adobe Reader 8.0 (System operacyjny: MS Windows 2000/XP/2003/Vista oraz Linux)
- Adobe Reader 9.0 (System operacyjny: MS Windows 2000/XP/2003/Vista/7 oraz Linux i Mac OS X)
- Adobe Reader X (System operacyjny: MS Windows XP/2003/2008/Vista/7 oraz Mac OS X, Android i Symbian)[2]
- Adobe Reader XI (System operacyjny: MS Windows XP/2003/2008/Vista/7/8/8.1 oraz Mac OS X)
- Adobe Acrobat Reader DC (System operacyjny: MS Windows 7/8/10 oraz Mac OS X)